# Namea saundersi
Namea saundersi là một loài nhện trong họ Nemesiidae.
Namea saundersi được miêu tả năm 1984 bởi Raven.